# Georgi Katcharava
Pas d'image ? Cliquez ici

a Compétitions nationales et continentales officielles uniquement.

b Matchs officiels uniquement.
Georgi Katcharava (en géorgien : გიორგი კაჭარავა), né le 28 janvier 1982, est un joueur international géorgien de rugby à XV, évoluant au poste de demi de mêlée. Remplaçant d'Irakli Abuseridze en équipe de Géorgie, il est repositionné en club au poste de demi d'ouverture.

## Carrière

### Équipe nationale
Il connaît sa première sélection le 26 février 2005 contre l'équipe d'Ukraine.

## Statistiques internationales
- 7 sélections en équipe de Géorgie[1].